# Attenuazione (acustica)
In acustica, per attenuazione si intende una diminuzione in ampiezza subita da un'onda sonora in dipendenza delle caratteristiche proprie, della sorgente e di quelle del mezzo che attraversa. 
Si possono sommariamente distinguere due tipi di attenuazione: un primo tipo dovuto ad un fenomeno di spreading della potenza irradiata dalla sorgente ed un secondo dovuto, a livello macroscopico, ad una dissipazione dell'energia sotto forma di calore.

## Spreading
Una sorgente genera una perturbazione che si propaga nello spazio circostante con una potenza associata iniziale Pt, o più in generale potenza trasmessa. In assenza di perdite questa potenza rimane invariata sotto forma di potenza associata alla perturbazione, ma si distribuisce in modo più o meno uniforme, a seconda delle caratteristiche della sorgente, sulla superficie rappresentata dal fronte d'onda. Questa distribuzione della potenza su una superficie che aumenta con l'aumentare della distanza di propagazione dell'onda stessa, fa sì che localmente l'ampiezza della perturbazione vada man mano diminuendo con l'aumentare della distanza percorsa dalla sorgente, sino a diventare nulla per distanza infinita.

## Attenuazione dovuta a perdite per assorbimento
Dati reali mostrano come il fenomeno di attenuazione per assorbimento, dovuto all'interazione tra la perturbazione e il mezzo, dipenda dalla frequenza secondo una legge di potenza. In funzione di questa forma di dipendenza, un'onda, a causa del fenomeno di assorbimento, non subisce esclusivamente una variazione in ampiezza, ma una vera e propria distorsione analoga alla  dispersione ottica. Per presentare uno dei modelli utilizzati in modo semplificato è utile fare riferimento al caso di un'onda piana sinusoidale:
{\displaystyle A(x,t)=cos(\omega _{0}t-kx)},
dove {\displaystyle t} rappresenta il tempo, {\displaystyle \omega _{0}=2\pi f_{0}} la frequenza angolare, {\displaystyle x} lo spazio e {\displaystyle k} il vettore d'onda (o numero d'onda) definito come
{\displaystyle k=\omega _{0}/c_{0}},
dove {\displaystyle c_{0}} rappresenta la velocità di fase dell'onda, o velocità di propagazione.
Per questa semplice applicazione è sufficiente utilizzare un termine moltiplicativo per includere nel modello l'attenuazione dovuta a perdite per assorbimento. Tale formulazione porta a
{\displaystyle A(x,t)=cos(\omega _{0}t-kx)e^{-\alpha x}},
dove
{\displaystyle \alpha =\alpha _{0}+\alpha _{1}|f|^{y}}.
I parametri {\displaystyle \alpha _{0}}, {\displaystyle \alpha _{1}} e {\displaystyle y} definiscono le caratteristiche del mezzo in cui la perturbazione si propaga. Nella tabella seguente sono presentati alcuni valori di riferimento. {\displaystyle \alpha _{0}} è generalmente assunto pari a zero.
| Materiale    | {\displaystyle \alpha _{1}dB/MHz^{y}-cm} | {\displaystyle y} |
| ------------ | ---------------------------------------- | ----------------- |
| Sangue       | 0.14                                     | 1.21              |
| Milza        | 0.4                                      | 1.3               |
| Cervello     | 0.58                                     | 1.3               |
| Fegato umano | 0.45                                     | 1.05              |
| Acqua        | 2.17 e-3                                 | 2                 |

Nonostante la semplicità del modello presentato, questi è comunque in grado di dare una prima approssimazione delle perdite che subisce un'onda acustica che si propaga all'interno di un mezzo arbitrario.
Nel grafico seguente è rappresentato l'andamento dell'ampiezza di un'onda piana che si propaga in un mezzo generico al variare della frequenza.

## Applicazioni
Il fenomeno dell'attenuazione legato alla propagazione di un'onda acustica è di fondamentale importanza nelle discipline legate all'imaging biomedico (in particolare nell'ecografia e tecniche derivate). Tale fenomeno limita di fatto la profondità di penetrazione delle onde acustiche e la qualità dell'immagine che si riesce a generare sfruttando la propagazione degli ultrasuoni all'interno del corpo umano. Per la centralità del fenomeno è quindi essenziale lo sviluppo di modelli sempre più accurati in modo da riuscire a comprendere questo fenomeno in modo sempre più preciso e dettagliato.